# Maunabo
La municipalité de Maunabo, sur l'île de Porto Rico (Code International : PR.MB) couvre une superficie de 54 km² et regroupe 10 589 habitants en 2020.